# 諾克斯縣 (密蘇里州)
諾克斯縣（英語：Knox County）是美國密蘇里州東北部的一個縣。面積1,313平方公里。根據美國2000年人口普查，共有人口4,361人。縣治伊代納（Edina）。
成立於1845年2月14日，縣名是紀念美國首任亨利·諾克斯（Henry Knox）。